# Edgar Batt
Edgar Batt (* 20. Februar 1909 in Bradford; † 18. Februar 1969) war ein englischer Fußballspieler.

## Karriere
Batt zeigte während seiner Schulzeit als Spieler der Carlton Street Secondary School vielversprechende Anlagen und wurde nach auffälligen Leistungen für den Amateurklub Boothtown im Juli 1926 von Bradford Park Avenue in die Football League Third Division North geholt. Dort gab er noch als Amateur am 4. Dezember 1926 bei einem 2:1-Erfolg gegen die Tranmere Rovers sein Debüt, nach einem weiteren Einsatz eine Woche später gegen Durham City – bei dem er mit einem Treffer zu einem 3:0-Sieg beigetragen hatte – erhielt er Mitte Dezember einen Profivertrag und traf auch in den beiden folgenden Partien gegen Accrington Stanley (3:2) und die Doncaster Rovers (7:3). 
Mit seinem fünften Einsatz am Neujahrstag 1927, der ebenfalls siegreich gestaltet wurde (2:1 gegen Wigan Borough), endete Batts Einsatzserie und zugleich mit fünf Siegen in fünf Partien seine Laufbahn in der Football League. Batt hatte in allen fünf Partien mit Mittelstürmer Ken McDonald, der in allen fünf Partien traf und dabei 8 seiner 39 Saisontore erzielte, und George McLean das Innensturmtrio gebildet. In der Folge übernahm wieder Martin Johnson die Position des linken Halbstürmers.
Über die Fortsetzung seiner Fußballlaufbahn gibt es unterschiedliche Versionen: so soll er entweder bereits 1927 zum Drittligakonkurrenten Doncaster Rovers weitergezogen und dort ohne Einsatz geblieben sein oder sich 1928 dem FC Morecambe in der Lancashire Combination angeschlossen haben.